# 尹学準
尹 学準（ユン ハクジュン、1933年3月6日 - 2003年1月12日）は、韓国の文学研究者、翻訳家。元法政大学国際文化学部教授、専門は朝鮮文学・日朝比較文化論。

## 略歴
1933年3月6日、朝鮮慶尚北道に生まれる。1953年4月28日、日本への密航を試みるが、巡視艇により発見され唐津の警備救難署に留置される。しかし、警備救難署の留置所から脱走し、岡山、京都などを転々とする。その後、1955年に明治大学第二部法学部に入学するが、プロレタリア文学を研究したいと思い、法政大学第二部文学部の3年次に編入学する。大学では小田切秀雄に師事し、1958年に法政大学を卒業する。卒業後、雑誌『鶏林』の編集に携わり、朝鮮商工新聞社に入社する。3年ほどで新聞社を辞めさせられ、法政大学、都立大学、早稲田大学などで非常勤講師として務め、文学書の翻訳などに携わり、『朝鮮文学』『季刊三千里』『朝鮮研究』などの諸雑誌に関わる。1976年に東京入国管理局に自首をし、収監され、保釈金により釈放される。その後、罰金3万円を支払い、特別在留資格が許可される。2000年に法政大学国際文化学部の教授に就任する。2003年1月12日に死去、69歳。

## 書籍

### 著書
- 『時調-朝鮮の詩心』（創樹社、1978）
- 『オンドル夜話-現代両班考』（中央公論新社、1983）
- 『朝鮮の詩ごころ-「時調」の世界』（講談社、1992）
- 『歴史まみれの韓国-現代両班紀行』（亜紀書房、1993）
- 『タヒャンサリの歌-わたしの中の日韓歳時記』（丸善、1996）
- 『朝鮮半島-人と文化と政治』共著（亜細亜大学アジア研究所、1998）
- 『韓国両班騒動記』（亜紀書房、2000）

### 翻訳
- 『北朝鮮崩壊 上・下』共訳（文藝春秋、1993）
- 康明道『北朝鮮の最高機密』（文藝春秋、1995）
- 『冬の谷間』（栄光教育文化研究所、1996）
- 『スパイと北の女優』（ユンド企画、1997）
- 『北朝鮮亡命工作員』（徳間書店、1998）
- 『飛翔へのバラード』（ルック、1998）

### 編集
- 『韓国を歩く-こんなに楽しめるとなりの国』共編（集英社、1986）
- 『韓国を読む-こなに知らないとなりの国』共編（集英社、1986）
- 『ソウルA to Z』共編（集英社、1988）

### 監修
- 『太白山脈』（ホーム社、1999-2000）
  - 第1巻「白い花という名の巫堂」
  - 第2巻「天空をさすらう雲」
  - 第3巻「金羅道の悲しみ」
  - 第4巻「トラジの歌」
  - 第5巻「歴史の逆流」
  - 第6巻「女パルチザンの死」
  - 第7巻「鴨緑江の苦い水」
  - 第8巻「骸骨の隊列」
  - 第9巻「奪われ行く解放区」
  - 第10巻「冬とともに逝った英雄」

## 参考
- “渡日初期の尹学準:密航・法政大学・帰国事業”. 異文化 論文編 (法政大学国際文化学部) (5):  1-35. (apr 2004). doi:10.15002/00002107. ISSN 13493256. NAID 120000993901.
- 47NEWS-尹学準氏死去　法政大教授